# Akanthit
Akanthit, veraltet auch als Silberglanz, Silberglas oder auch Glaserz bekannt, ist ein häufig vorkommendes Mineral aus der Mineralklasse der „Sulfide und Sulfosalze“ mit der chemischen Zusammensetzung Ag2S und damit chemisch gesehen Silbersulfid (auch Schwefelsilber).
Akanthit kristallisiert im monoklinen Kristallsystem und entwickelt meist nadelförmige oder spießige, oft pseudokubische Kristalle, aber auch massige Aggregate von bleigrauer bis schwarzer Farbe. Frische Proben des in jeder Form undurchsichtigen (opaken) Minerals weisen einen metallischen Glanz auf.

## Etymologie und Geschichte

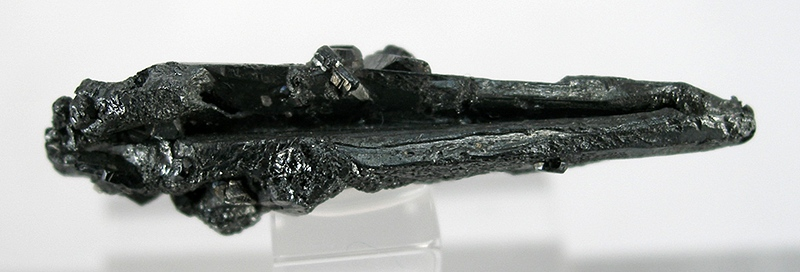
Pfeilförmiger Akanthit-Doppelender aus Freiberg, Erzgebirge, Sachsen

Den Bergleuten in Sachsen war das Mineral schon mindestens um 1530 bekannt, da sich Berichte darüber in Georgius Agricolas Bermannus finden (vergleiche auch lateinisch argentum rude plumbei coloris und Glas ertz in Agricolas De natura fossilium). Auch Lazarus Ercker nannte das weiche, derb bleifarbene Silbererz Glaßertz. Die in verschiedenen Schreibweisen vorkommende Bezeichnung als Glaserz findet sich noch bis zu den Schriften von Abraham Gottlob Werner (1749–1817), wurde allerdings von anderen Autoren inzwischen in Glanzerz geändert wie unter anderem von Friedrich Hausmann 1813. Im Mineralsystem von Friedrich Mohs erhielt das Mineral 1820 die Bezeichnung hexaedrischer Silber-Glanz, die sich abgewandelt als Silberglanz in der Fachwelt verbreitete.
Seinen bis heute international gültigen Namen Akanthit erhielt das Mineral schließlich 1855 von Gustav Adolf Kenngott (1818–1897), der das Mineral aufgrund seiner auffälligen Kristallform nach altgriechisch ἄκανθα ákantha für Dorn oder Stachel benannte.
Eine ebenfalls alte, heute aber kaum noch bekannte bergmännische Bezeichnung ist Weichgewächs aufgrund seiner außergewöhnlichen Geschmeidigkeit und Schneidbarkeit.
Da der Akanthit bereits lange vor der Gründung der International Mineralogical Association (IMA) bekannt und als eigenständige Mineralart anerkannt war, wurde dies von ihrer Commission on New Minerals, Nomenclature and Classification (CNMNC) übernommen und bezeichnet den Akanthit als sogenanntes „grandfathered“ (G) Mineral. Die seit 2021 ebenfalls von der IMA/CNMNC anerkannte Kurzbezeichnung (auch Mineral-Symbol) von Akanthit (englisch Acanthite) lautet „Aca“.
Als Typlokalität gilt Jáchymov (deutsch Sankt Joachimsthal) in Tschechien. Das Typmaterial des Minerals wird in der Mineralogischen Sammlung des Naturhistorischen Museums (NHM) in Wien unter der Katalog-Nummer A.b.2238 aufbewahrt.

## Klassifikation
Bereits in der veralteten 8. Auflage der Mineralsystematik nach Strunz gehörte der Akanthit zur Mineralklasse der „Sulfide und Sulfosalze“ und dort zur Abteilung „Sulfide etc. mit M : S > 1 : 1“, wo er gemeinsam mit Aguilarit, Argentit, Hessit, Naumannit und Petzit sowie im Anhang mit Argyrodit, Billingsleyit, Canfieldit, Empressit und Stützit in der „Argentit-Naumannit-Gruppe“ mit der Systemnummer II/A.03 steht.
In der zuletzt 2018 überarbeiteten Lapis-Systematik nach Stefan Weiß, die formal auf der alten Systematik von Karl Hugo Strunz in der 8. Auflage basiert, erhielt das Mineral die System- und Mineralnummer II/B.05-010. Dies entspricht ebenfalls der Abteilung „Sulfide, Selenide und Telluride mit dem Stoffmengenverhältnis Metall : S,Se,Te > 1 : 1“, wo Akanthit zusammen mit Aguilarit, Cervelleit, Chenguodait, Empressit, Hessit, Naumannit, Stützit und Tsnigriit eine unbenannte Gruppe mit der Systemnummer II/B.05 bildet.
Die von der International Mineralogical Association (IMA) zuletzt 2009 aktualisierte 9. Auflage der Strunz’schen Mineralsystematik ordnet den Akanthit in die Klasse der „Sulfide und Sulfosalze (Sulfide, Selenide, Telluride, Arsenide, Antimonide, Bismutide, Sulfarsenide, Sulfantimonide, Sulfbismutide)“ und dort in die Abteilung „Metallsulfide, M : S > 1 : 1 (hauptsächlich 2 : 1)“ ein. Hier ist das Mineral in der Unterabteilung „mit Kupfer (Cu), Silber (Ag), Gold (Au)“ zu finden, wo es zusammen mit Argentit eine unbenannte Gruppe mit der Systemnummer 2.BA.30a bildet.
In der vorwiegend im englischen Sprachraum gebräuchlichen Systematik der Minerale nach Dana hat Akanthit die System- und Mineralnummer 02.04.01.01. Das entspricht der Klasse der „Sulfide und Sulfosalze“ und dort der Abteilung „Sulfidminerale“. Hier findet er sich innerhalb der Unterabteilung „Sulfide – einschließlich Seleniden und Telluriden – mit der Zusammensetzung AmBnXp, mit (m+n) : p = 2 : 1“ in der „Akanthitgruppe“, in der auch Naumannit und Aguilarit eingeordnet sind.

## Chemismus
In der idealen, stoffreinen Zusammensetzung von Akanthit (Ag2S) besteht das Mineral aus Silber (Ag) und Schwefel (S) im Stoffmengenverhältnis von 2 : 1. Dies entspricht einem Massenanteil (Gewichtsprozent) von 87,06 Gew.-% Ag und 12,94 Gew.-% S.
Chemisch dem theoretischen Ideal sehr nahe kommende Zusammensetzungen hatten unter anderem die analysierten Mineralproben aus den Gruben um Guanajuato mit 86,4 Gew.-% Ag und 12,0 Gew.-% S bei einem formelfremden Selenanteil von 1,6 Gew.-% sowie aus der Grube Santa Lucia bei La Luz mit 87,2 Gew.-% Ag und 12,6 Gew.-% S bei einem formelfremden Kupferanteil von 0,1 Gew.-%. Beide Fundorte liegen im mexikanischen Bundesstaat Guanajuato.
Akanthit mit Kupfergehalten von einigen Prozent sollen allerdings verbreitet vorkommen.

## Kristallstruktur
Akanthit kristallisiert monoklin in der Raumgruppe P21/n (Raumgruppen-Nr. 14, Stellung 2) mit den Gitterparametern a = 4,23 Å; b = 6,93 Å; c = 7,86 Å und β = 99,6° sowie 4 Formeleinheiten pro Elementarzelle.

## Eigenschaften
Vor dem Lötrohr auf Kohle schmilzt Akanthit ruhig zu einer schwarzen Kugel, auf deren Oberfläche sich beim Erkalten dendritische Kristalle bilden.
Da Akanthit sehr weich ist (Mohshärte 2 bis 2,5), lässt er sich auch mit Maschinen nur sehr schlecht polieren. Allenfalls bei großer Sorgfalt mit langsamer Schleifscheibe und unter Verwendung von viel feuchtem Magnesiumoxid lassen sich sauber polierte Oberflächen erzielen.
Das Mineral ist löslich mit konzentrierter Salpetersäure (HNO3), Salzsäure (HCl) und Eisen(III)-chlorid (FeCl3) sowie mit Kaliumhydroxid (KOH), Natriumhydroxid (NaOH), Kaliumcyanid (KCN) und Ammoniumsulfid. Mit HNO3 behandelte Oberflächen entwickeln allerdings einen blass- bis schmutzigbraunen, abreibbaren Belag. Ein schwarzer, festsitzender Belag entsteht durch HCl und ein nach dem Trocknen brauner, schillernder Belag mit FeCl3.

## Modifikationen und Varietäten
Akanthit ist die monokline Tieftemperatur-Modifikation des kubischen Argentit, wandelt also bei der Abkühlung unterhalb von 173 °C sein Kristallsystem. Dabei behält es aber oftmals die äußere Kristallform von Argentit bei (Paramorphose).

## Bildung und Fundorte

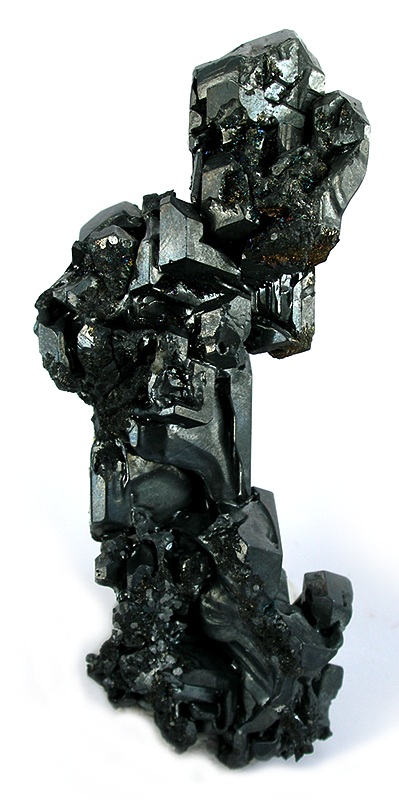
Große Akanthit-Stufe aus der Rayas-Mine, Mexiko (Größe 9 cm × 3,5 cm × 3,5 cm)

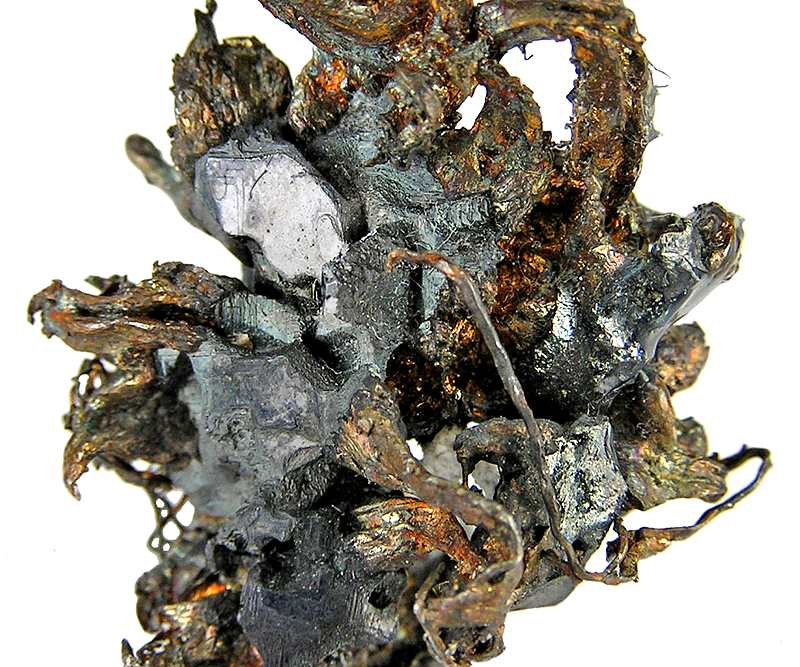
Akanthit mit gediegen Silber „umwickelt“ aus Kongsberg, Norwegen

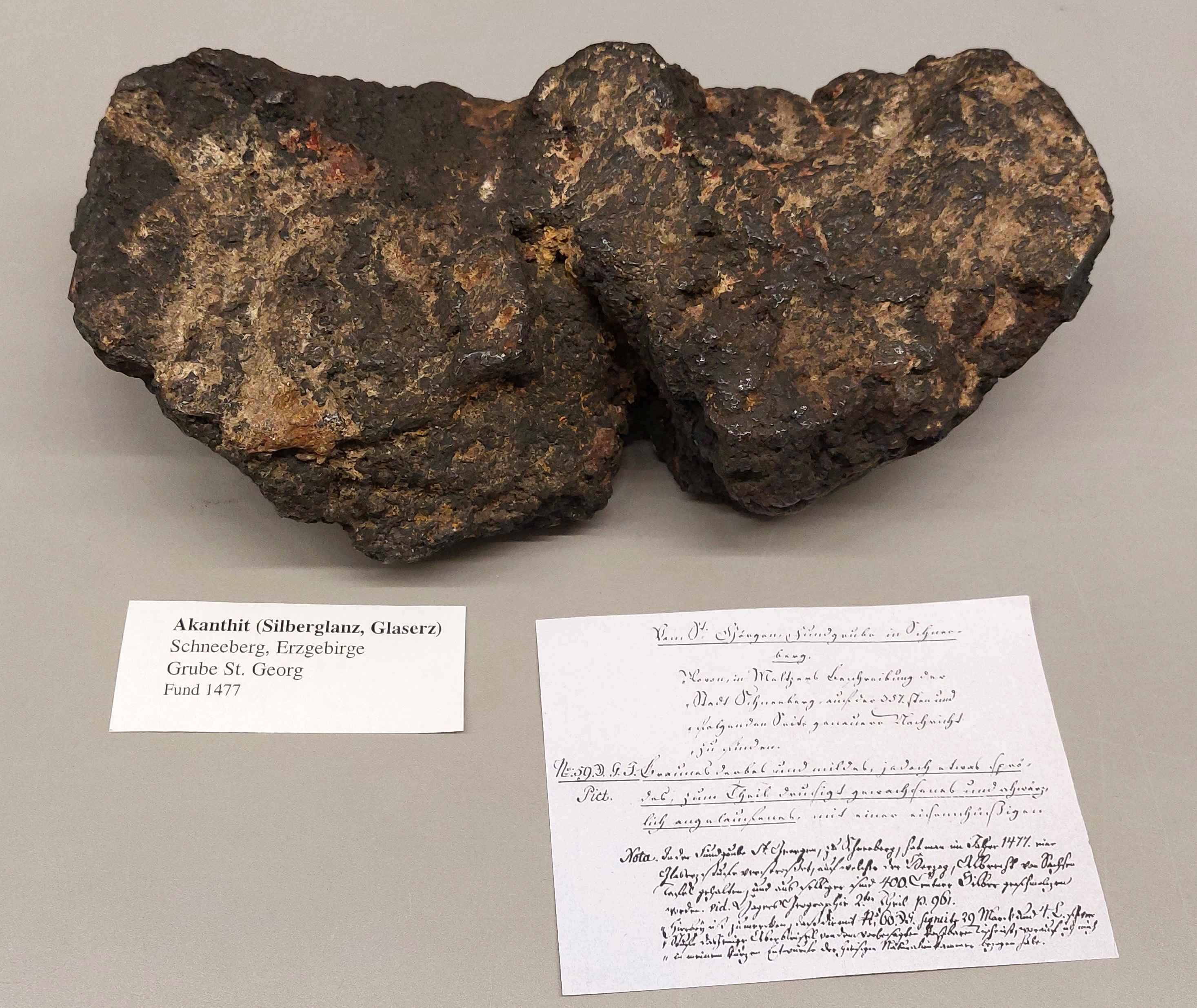
Akanthit in den Senckenberg Naturhistorischen Sammlungen Dresden, Fund in Schneeberg 1477

Akanthit bildet sich hydrothermal in Silbererz-Gängen. Begleitminerale sind neben Argentit, Silber, Proustit, Pyrargyrit und anderen auch Galenit, worin Akanthit oftmals eingeschlossen ist.
Als häufige Mineralbildung ist Akanthit an vielen Orten anzutreffen, wobei weltweit bisher rund 3500 Vorkommen dokumentiert sind (Stand: 2025). Außer an seiner Typlokalität bei Jáchymov, das heißt in den nahe liegenden Gruben Eliáš und Svornost, trat das Mineral in der Karlovarský kraj (deutsch Karlsbader Region) noch bei Horní Slavkov auf. Weitere bisher bekannte Fundorte in Tschechien liegen vor allem im Středočeský kraj (deutsch Zentralböhmen), aber auch in den Regionen Královéhradecký, Liberecký, Moravskoslezský, Olomoucký, Plzeňský, Jihočeský (deutsch Südböhmen), Ústecký und Vysočina wurde Akanthit gefunden.
In Deutschland fand sich das Mineral unter anderem im Schwarzwald in Baden-Württemberg; im Fichtelgebirge, Bayerischen und Oberpfälzer Wald in Bayern; im Odenwald und Taunus in Hessen; im Harz in Niedersachsen; an mehreren Fundpunkten in Nordrhein-Westfalen; in der Eifel und am Hunsrück in Rheinland-Pfalz; im Saarland; in Sachsen-Anhalt; am Annaberg, Schneeberg und vielen anderen Gegenden von Sachsen sowie in Thüringen.
In Österreich trat Akanthit vor allem in den Regionen Kärnten (Sankt Veit an der Glan, Spittal an der Drau), Niederösterreich (Lilienfeld), Salzburg (Tamsweg, Zell am See), Steiermark (Leoben, Liezen), Tirol (Brixlegg, Reith im Alpbachtal, Schwaz) und Vorarlberg (Bludenz) auf.
In der Schweiz konnte das Mineral bisher vor allem im Kanton Wallis, genauer am Six Blanc bei Orsières, im Steinbruch Lengenbach und am Reckibach im Binntal, im Bezirk Leuk (Gampel-Bratsch, Blüomatttälli), bei Saint-Luc VS und im Bezirk Westlich Raron gefunden werden. Einzelne Fundpunkte sind zudem in den Kantonen Glarus, Graubünden, Tessin und Uri bekannt.
Bekannt aufgrund außergewöhnlicher Akanthitfunde sind unter anderem die Himmelsfürst Fundgrube im Freiberger Revier des sächsischen Erzgebirges, wo gut ausgebildete Kristalle von bis zu 5 cm Länge zutage traten. Aus der Rayas-Mine bei Guanajuato in Mexiko konnten sehr gute, bis zu 7 cm große Paramorphosen von Akanthit nach Argentit geborgen werden.
Weitere Fundorte liegen unter anderem in Ägypten, Argentinien, Armenien, Australien, Belgien, Bolivien, Brasilien, Bulgarien, Chile, China, Ecuador, El Salvador, Finnland, Frankreich, Griechenland, Grönland, Honduras, Indonesien, Iran, Italien, Japan, Kanada, Kasachstan, Kolumbien, Kuba, Madagaskar, Marokko, Mexiko, Mongolei, Myanmar, Namibia, Neuseeland, Norwegen, Papua-Neuguinea, Peru, Polen, Portugal, Rumänien, Russland, Saudi-Arabien, Schweden, Slowakei, Spanien, Südafrika, Südkorea, Tadschikistan, Türkei, die Ukraine, Ungarn, Usbekistan, im Vereinigten Königreich (England, Schottland, Wales) und in den Vereinigten Staaten von Amerika (Alaska, Arizona, Colorado, Connecticut, Idaho, Kalifornien, Maine, Michigan, Montana, Nevada, New Mexico, North Carolina, Oregon, South Dakota, Texas, Utah, Washington, Wisconsin).
Auch in Gesteinsproben von den Hydrothermalfeldern Irinovskoe, Pobeda-1 und Mir mound am Mittelatlantischen Rücken, vom Kermadec-Tonga-Graben und Ostpazifischen Rücken sowie außerhalb der Erde vom Mond, die die Luna 24-Mission zurückbrachte, konnte Akanthit gefunden werden.

## Verwendung
Akanthit ist einer der wichtigsten Rohstoffe zur Gewinnung von Silber.